# Eusebia Lasala
Eusebia Lasala fue una patriota argentina que actuó en la sociedad porteña al servicio de la revolución de Mayo y en los primeros años del movimiento emancipador.

## Biografía

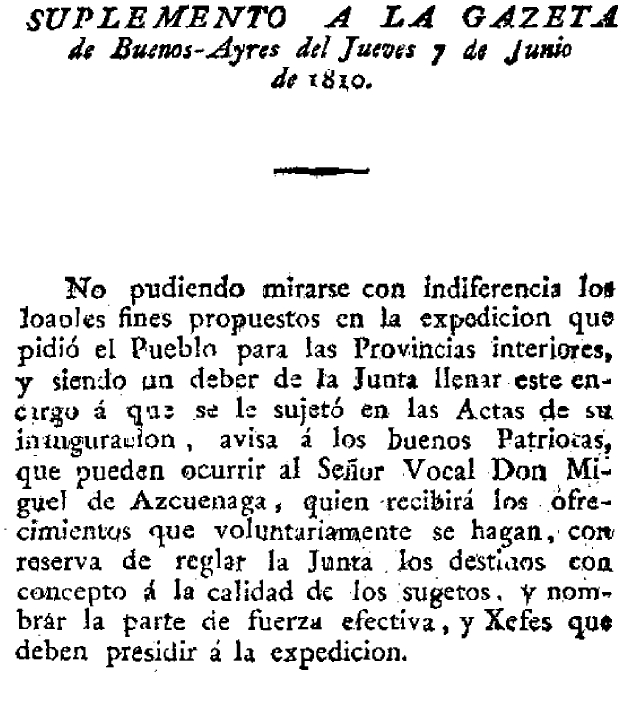
Resolución del 7 de junio de 1810.

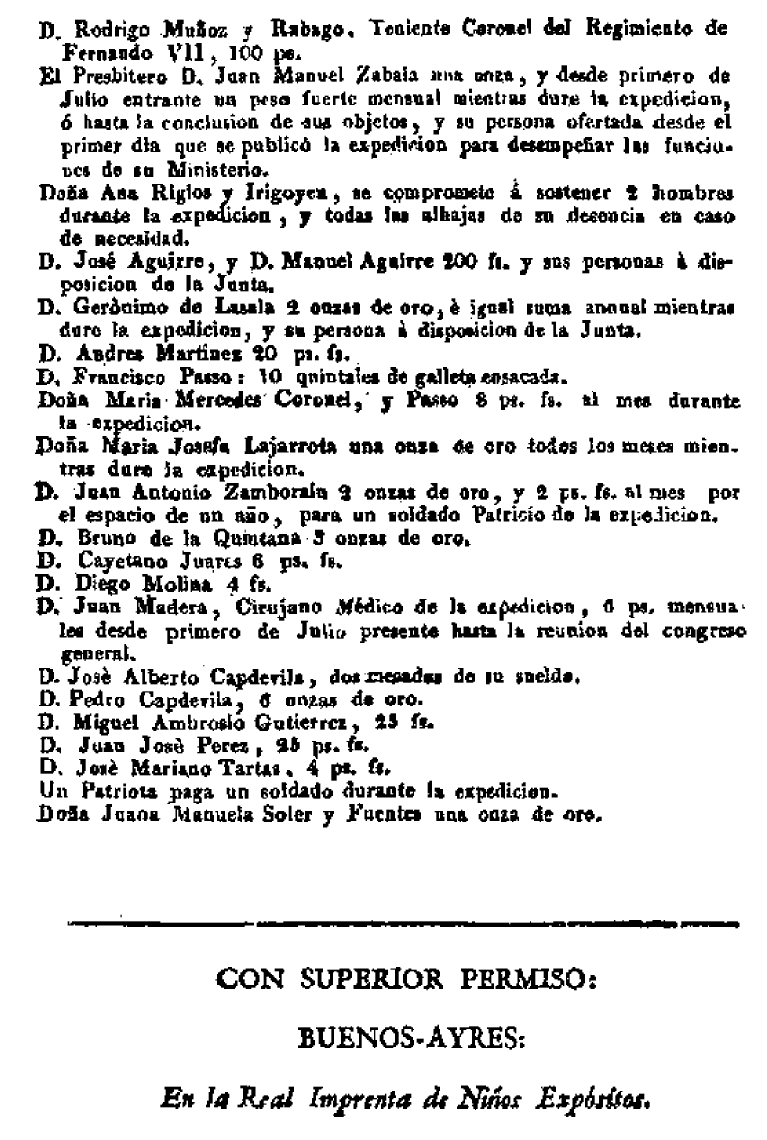
Lista de suscriptores.

Nació en la ciudad de Buenos Aires, Gobernación del Río de la Plata, el 16 de diciembre de 1774, hija del capitán del Regimiento de Buenos Aires Juan Bautista Lasala, natural de Francia, y de Juana Agustina Fernández de Larrazábal, nieta del general Antonio de Larrazábal, alcalde y justicia mayor.
Al igual que su familia adhirió decididamente a la Revolución de Mayo de 1810. 
Junto a su hermana Mercedes Lasala de Riglos y las señoras de Peña, Irigoyen, Castelli, Agrelo, etc. se contaba entre las más decididas patriotas. Fueron ellas quienes en la mañana del 18 de mayo de 1810 se presentaron (posiblemente en casa de Juan José Viamonte) para convencer a Cornelio Saavedra de que había llegado el momento de la revolución.
Una de las decisiones adoptadas por el cabildo abierto del 25 de mayo de 1810 ordenaba a la Junta Gubernativa disponer el envío de una expedición a las provincias del interior con el objeto formal de asegurar la libertad en la elección de diputados que las representarían en el gobierno. Más allá de esa justificación por otra parte razonable, era preciso evitar con rapidez la formación y consolidación de núcleos contrarrevolucionarios y demostrar a los partidarios en el interior del movimiento emancipador que serían sostenidos con decisión y preservados en sus vidas y hacienda por el nuevo gobierno.
El primer objetivo de la Expedición Auxiliadora sería la provincia de Córdoba, donde se organizaba la resistencia alrededor del héroe de la reconquista Santiago de Liniers.
El Cabildo del 25 de mayo había asignado recursos para organizar el nuevo ejército: los sueldos del Virrey Baltasar Hidalgo de Cisneros y de otros altos empleados de su administración. No obstante sea por resultar insuficientes o como medio para movilizar y comprometer a los vecinos con la causa se inició una suscripción pública. 
El 7 de junio la Gazeta de Buenos Aires publicó una resolución en los siguientes términos: "No pudiendo mirarse con indiferencia los loables fines propuestos en la expedición que pidió e pueblo para las provincias interiores, y siendo un deber de la Junta llenar este encargo a que se le sujetó en las actas de su inauguración, avisa a los buenos patriotas que pueden concurrir al señor Vocal don Miguel de Azcuénaga, quien recibirá los ofrecimientos que voluntariamente se hagan, con reserva de reglar la Junta los destinos, con concepto a la calidad de los sujetos y nombrar la parte de fuerza efectiva y jefes que deben presidir la expedición".
Iniciada la suscripción para la también llamada "expedición de Unión de las Provincias interiores" Eusebia Lasala contribuyó con una onza de oro a cubrir los gastos de la expedición.
En la sociedad porteña de la época era muy apreciada por su bondad. Los hermanos Robertson afirmaban que "Doña Eusebia de Lasala, quizá la mujer de espíritu más atrayente y más bondadosa y franca de cuantas conocí en Buenos Aires. Aunque ya de cierta edad, resultaba la más solicitada en la tertulia y la preferida de  nuestros oficiales de marina por la bondad con que les corregía sus faltas de español y sus tropiezos en la danza".
Murió el 10 de julio de 1854 en su ciudad natal.